# Grotte de Ciccio Felice
 (janvier 2025).
La grotte de Ciccio Felice est un abri sous roche qui s'ouvre sur le versant oriental du mont Salviano, dans la commune d'Avezzano, dans la province de L'Aquila, dans les Abruzzes, en Italie. Elle se trouve à quelques centaines de mètres des tunnels de Claude.

## Toponymie
Il existe deux hypothèses concernant le nom de l'abri. La première est liée au nom d'un administrateur local du XIVe siècle, Giovanni Di Ciccio, grâce auquel en 1372 la localité de Penna, contestée par Luco dei Marsi, fut confirmée comme partie du territoire d'Avezzano. En signe de gratitude, les habitants auraient appelé l'abri Ciccio a San Felice, sachant qu'elle abritait une petite église rupestre dédiée au saint. La deuxième hypothèse lie le toponyme au nom du propriétaire, Francesco Felice Nanni.

## Histoire
Les nombreuses grottes et abris-sous-roche entourant le bassin du lac Fucin ont attiré des groupes humains au cours du Paléolithique, qui pouvaient chasser la marmotte, le chamois et le bouquetin dans la région. Des outils et armes lithiques datés du Paléolithique supérieur ont été collectés sur le site.
L'Âge du fer a livré des poteries datées du IVe au Ier siècle av. J.-C., des ex-voto et des statuettes, qui seraient liées aux rites des Marses en l'honneur des divinités locales, notamment la déesse Angitia, dont le sanctuaire était situé dans le site archéologique voisin de Lucus Angitiae. La grotte a été utilisée comme sanctuaire du VIIe au Ier siècle av. J.-C., comme plusieurs autres grottes de la région.
Des vestiges du Ier siècle montrent le processus de romanisation des peuples italiques dans la région du Fucin. Au Moyen Âge tardif, la grotte abritait la petite église rupestre dédiée à San Felice.
La grotte fut utilisée en 1944 par la population d'Avezzano comme refuge pour échapper aux bombardements aériens anglo-américains pendant la Seconde Guerre mondiale. Ces bombardements ont détruit 70 % de la ville, tout juste reconstruite après le séisme du 13 janvier 1915 de la Marsica.
La première exploration scientifique de la grotte remonte à 1948. Le directeur du Musée national de préhistoire et d'ethnographie Luigi-Pigorini, l'archéologue Pietro Barocelli (it), après une première reconnaissance effectuée dans la grotte avec Antonio Mario Radmilli (it), en a publié le compte-rendu en 1949.

## Description
L'abri-sous-roche a une profondeur d'environ 10 m, une largeur d'environ 23 m et une hauteur qui varie de 2 à 4 m. Il est voisin de la grotte d'Afra, un autre abri-sous-roche plus petit découvert en 1956.

## Galerie

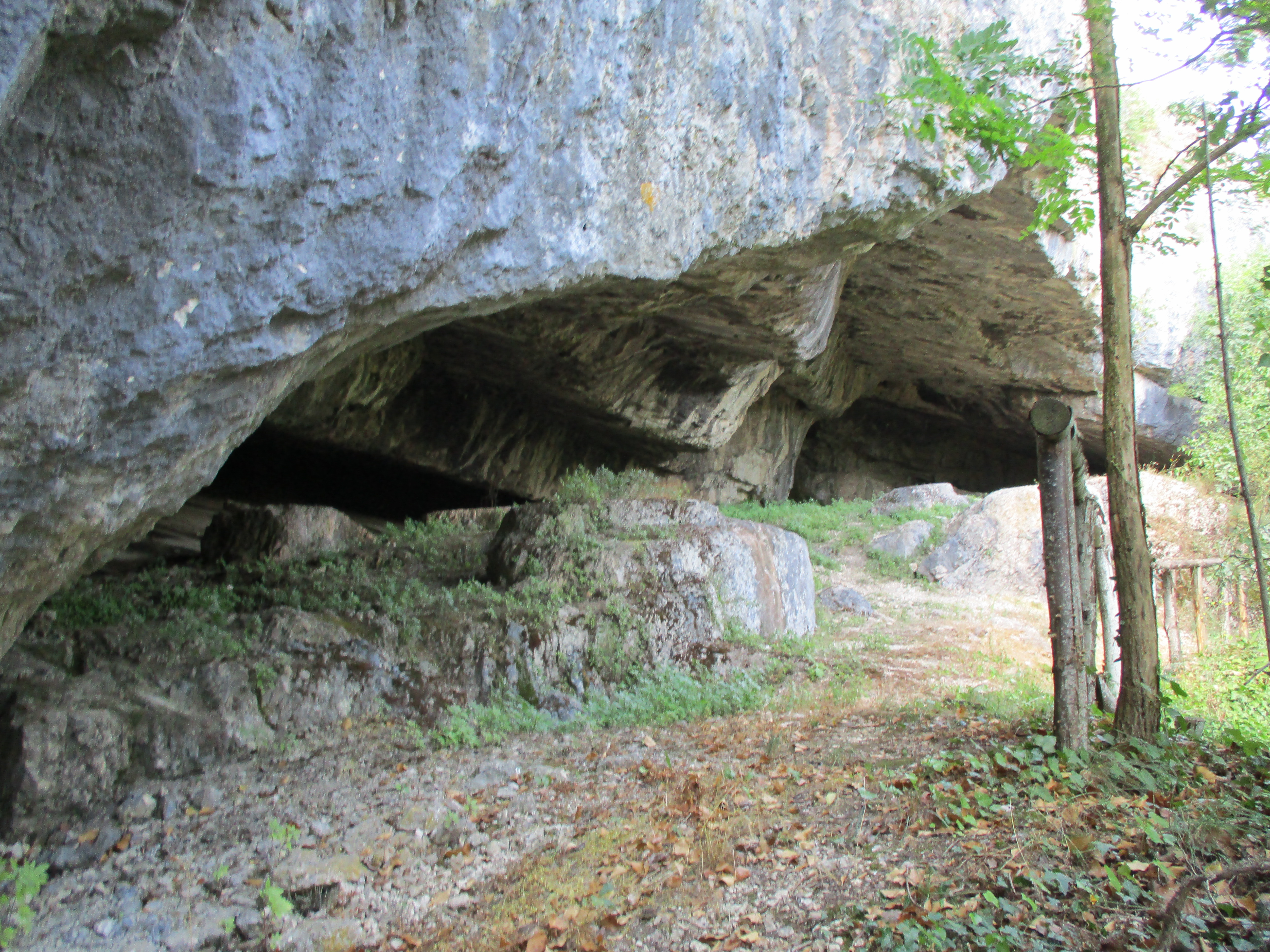
Accès à l'abri-sous-roche
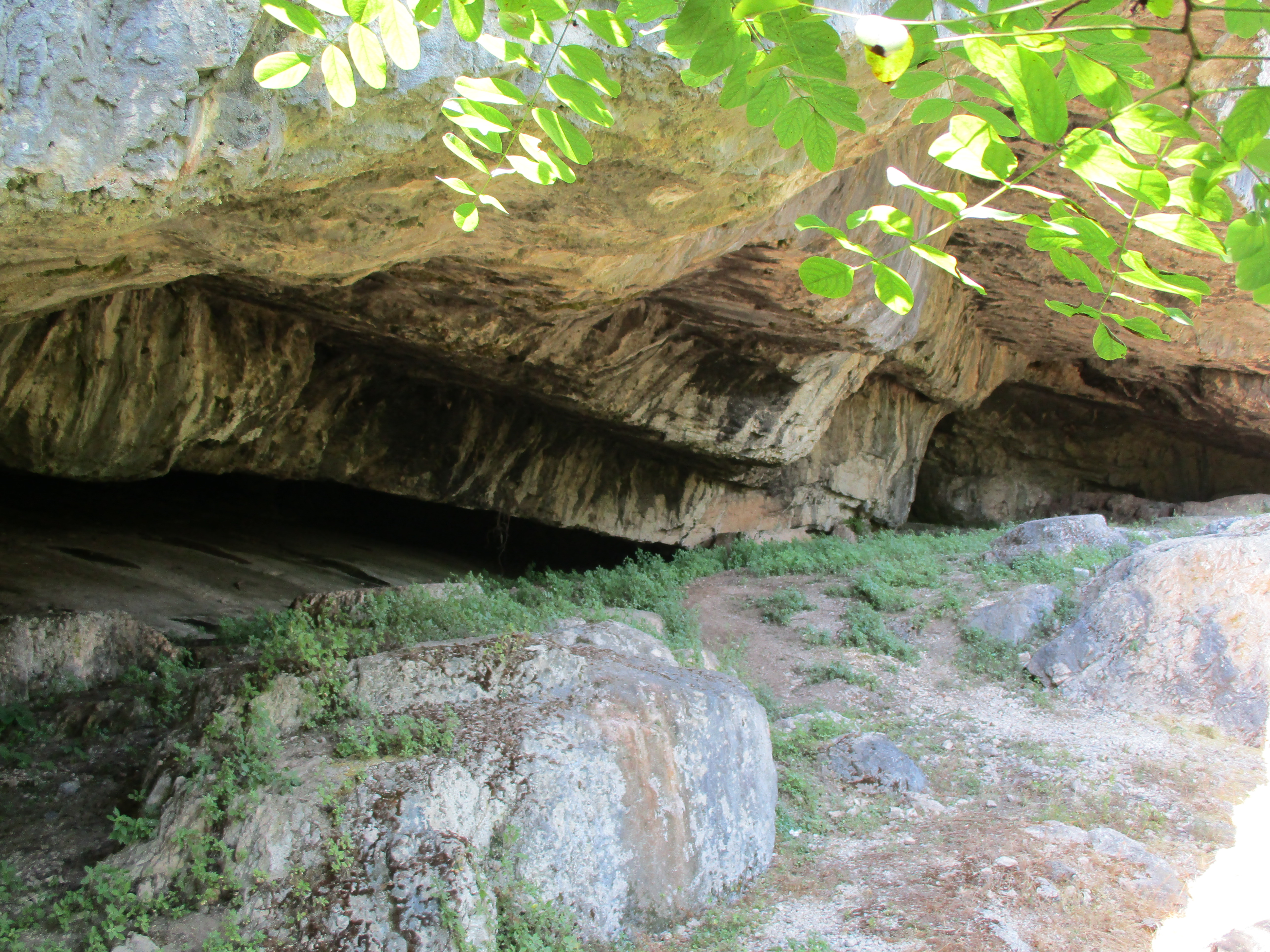
Intérieur de l'abri
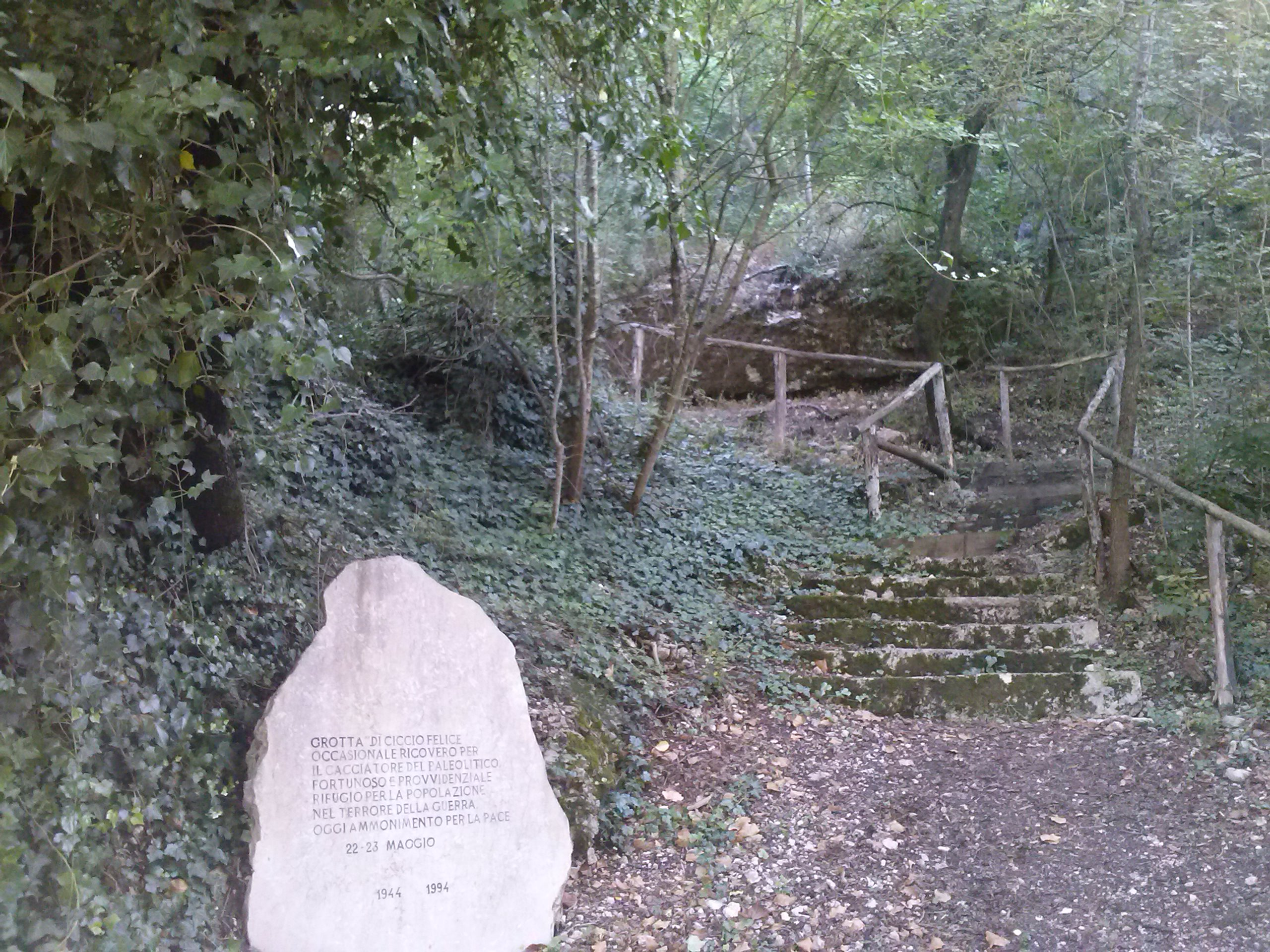
Pierre commémorative le long du chemin menant à l'abri
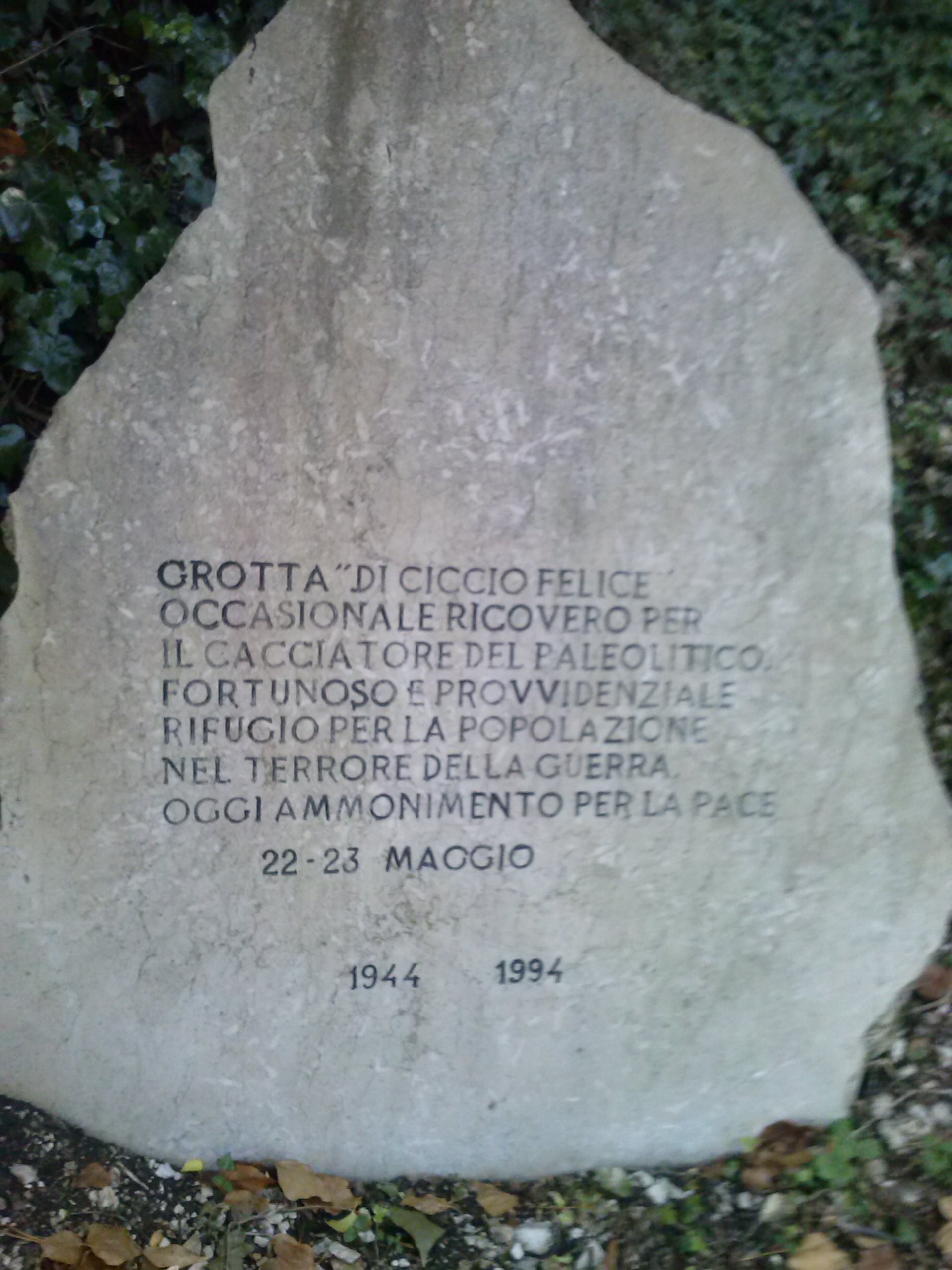
Vue sur la pierre commémorative